# Pavillon Rossi
Pour les articles homonymes, voir Rossi.
Le pavillon Rossi est un pavillon situé au bord de la rivière Moïka, dans le jardin Mikhailovski à Saint-Pétersbourg. Il a été conçu par l'architecte Carlo Rossi au début des années 1820 et construit en 1825 lors de son réaménagement du jardin. 

## Description

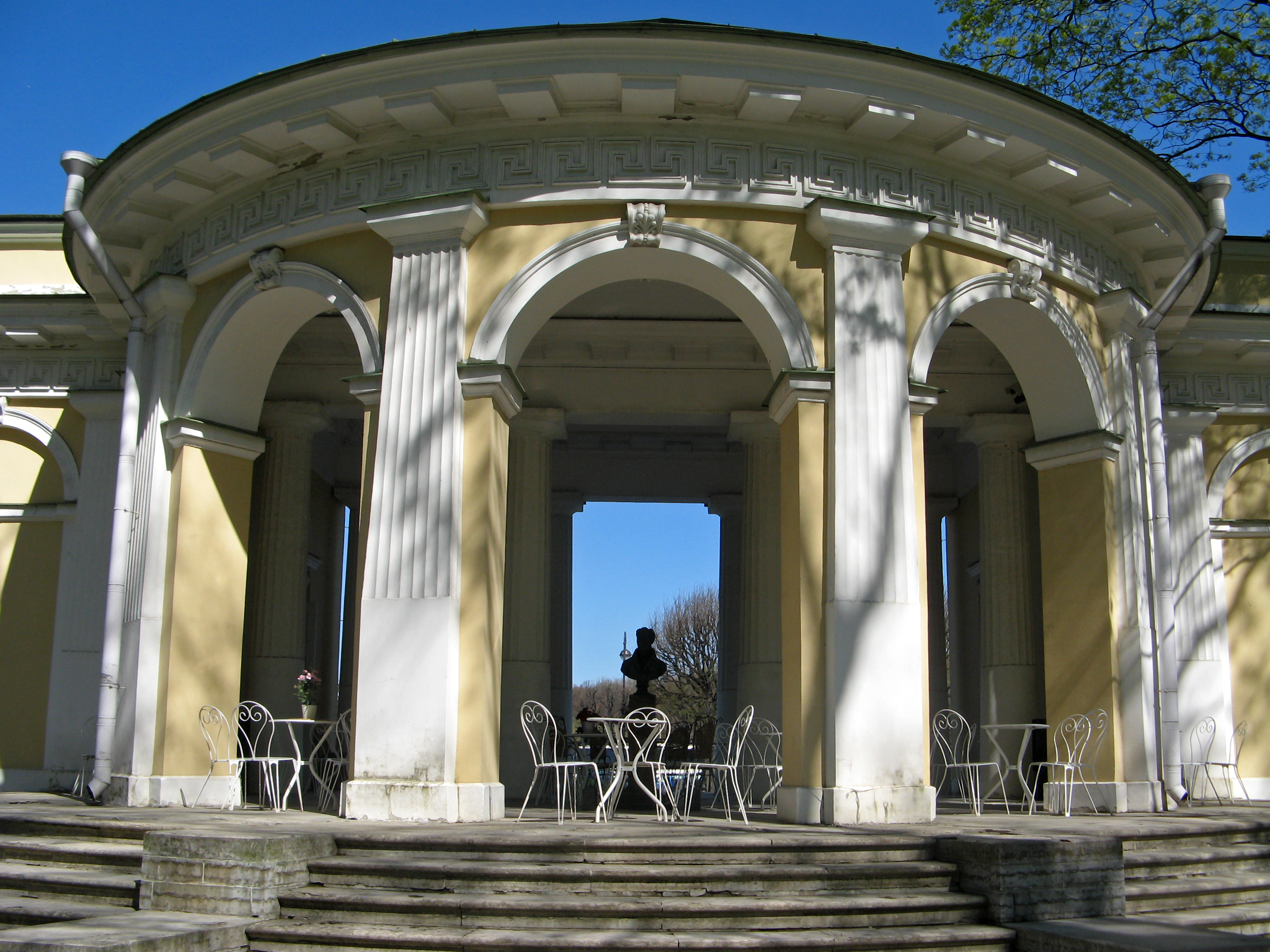
Le pavillon vu du jardin

Le pavillon est situé à l'extrémité nord du jardin Mikhailovski, sur la rive sud de la rivière Moïka. Conçu en style néoclassique, il possède une colonnade dorique ouverte reliant deux pièces carrées, des clôtures en fonte et un ponton sur la rivière auquel on accède par deux volées de marches en granit,. Le pavillon se trouve à l’est du jardin, à l’écart de la ligne médiane du palais Mikhailovski au sud, mais aligné avec la ligne médiane du champ de Mars au nord. Les explications à cela sont soit que Rossi avait prévu de construire un deuxième pavillon à l'ouest, créant une vue symétrique vers et depuis le palais Mikhailovski, mais le deuxième pavillon n'a jamais été construit; ou que Rossi avait délibérément choisi de connecter l'ensemble Mikhailovski à l'ensemble du Champ de Mars de l'autre côté de la rivière,. 
Le site du pavillon était auparavant occupé par le manoir doré de l'impératrice Catherine, épouse de Pierre le Grand. Le jardin avait été cédé par Pierre à Catherine en 1712 pour sa résidence, qui était une construction en bois relativement petite, tirant son nom de son clocher doré, dont certaines pièces étaient décorées de cuir doré. Il fut démoli sur les ordres de Catherine la Grande en 1768,. 

## Restauration

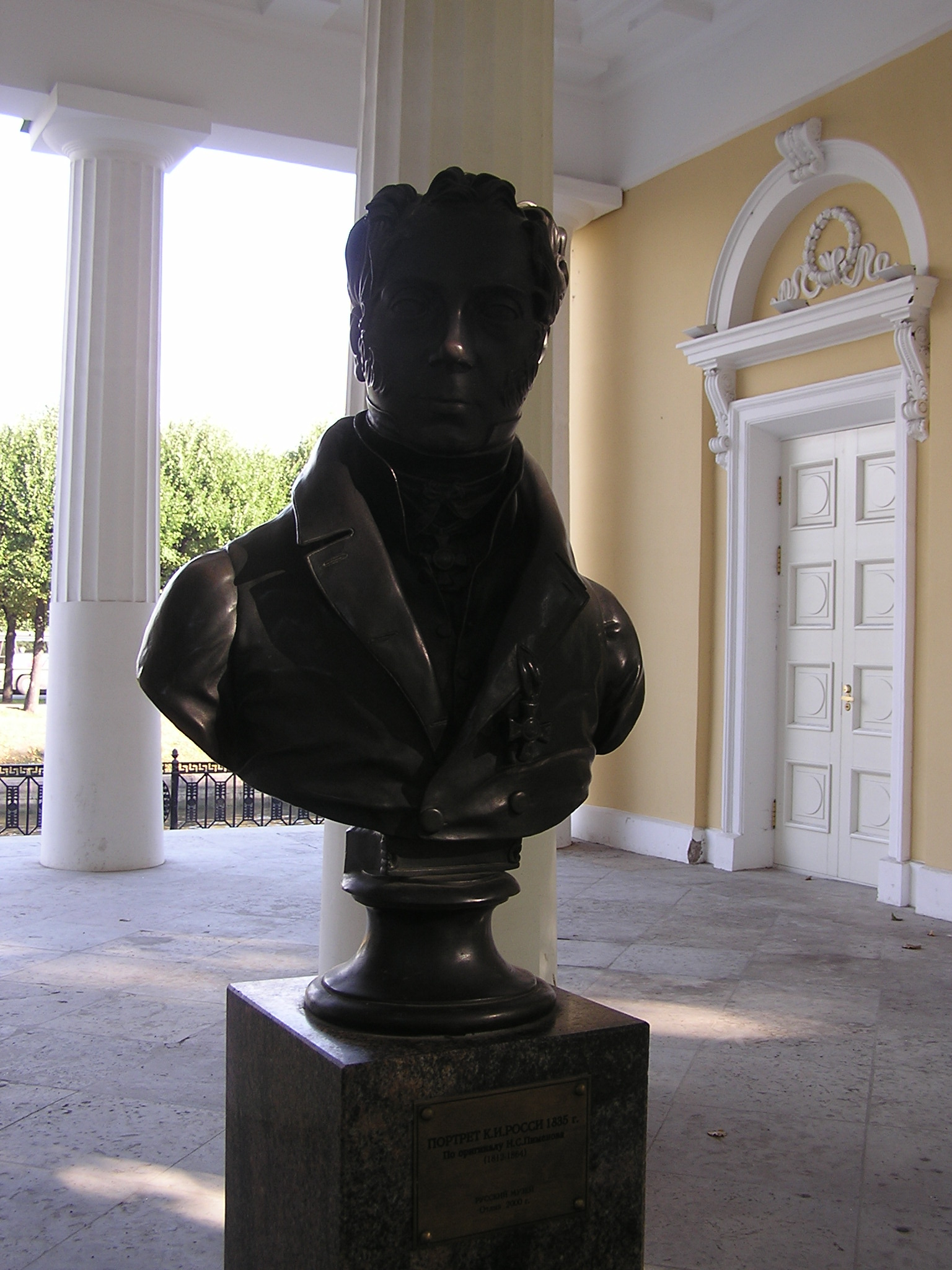
Buste de l'architecte Carlo Rossi dans le pavillon

Le pavillon a été inclus dans des travaux de restauration, effectués entre 2002 et 2004, qui ont restauré les jardins selon les conceptions originales de Rossi. Pendant ce temps un buste de Rossi, une copie d'une œuvre de Nikolai Stepanovich Pimenov (ru), a été installé dans le pavillon,. Le 10 juillet 2001, le pavillon fut désigné "objet du patrimoine historique et culturel d'importance fédérale". 